# Partit Comunista del Kazakhstan
El Partit Comunista del Kazakhstan (CPK ; Kazakh, Qazaqstan Kommýnıstik Partııasy; rus: Коммунистическая партия Казахстана) és un partit polític prohibit a Kazakhstan.

## Origen
El Partit Comunista del Kazakhstan es va fundar el 1936, quan el Kazakhstan va rebre la condició de República de la Unió dins de la Unió Soviètica. El Partit Comunista del Kazakhstan havia estat una branca del Partit Comunista de la Unió Soviètica (PCUS) fins a la dissolució de la Unió Soviètica.

## Reestructuració post-soviètica

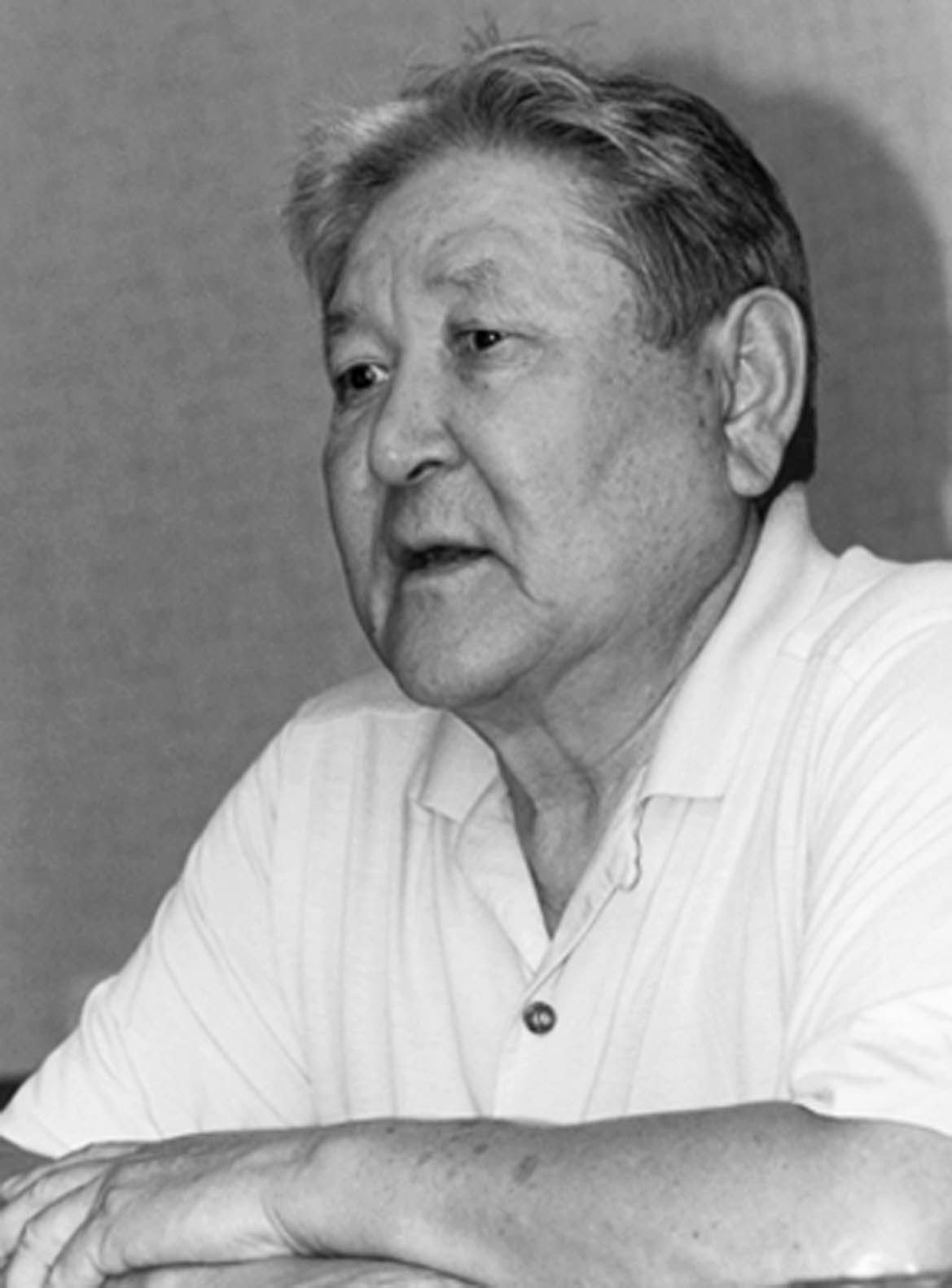
Serikbolsyn Abdildin, dirigent del partit del 1991 al 2010.

El 18è Congrés del Partit Comunista del Kazakhstan va prendre una decisió de renominació del Partit Comunista com a Partit Socialista i es va partir del PCUS. Nursultan Nazarbayev, el president del partit, va dimitir quan es va convertir en el primer president del Kazakhstan el 1991. Membres descontents de l'antic Partit Comunista van recrear el Partit Comunista del Kazakhstan l'octubre de 1991 al 19è Congrés del partit. CPK es va registrar oficialment el 27 d'agost de 1998. El Partit Comunista del Kazakhstan té una estructura de partit ben establerta amb oficines a tots els óblasts. Es calcula que el CPK té al voltant de 70 mil membres. El CPK apel·la en gran manera al segment d'edat superior a la població, sobretot a les zones urbanes que tenen una forta nostàlgia per l'època soviètica. El líder de CPK era Serikbolsyn Abdildin, un respectat i antic generador polític del Kazakhstan.
A mitjans dels anys 90 la CPK va participar en moviments de la coalició opositiva " Azamat " i " Pokolenie " ("Generació"). El 1996, CPK va iniciar el "Moviment Nacional-Patriòtic-República" no registrat. Al febrer de 1998, es va unir al bloc d'oposició "Front Popular del Kazakhstan".
El partit es va dividir en l'inici de 2004, quan un grup liderat per Vladislav Kosarev va començar a acusar el primer secretari del partit Serikbolsyn Abdildin d'acceptar diners de fonts qüestionables. El partit escindit, el Partit Popular Comunista del Kazakhstan, no ha complert el requisit de 50.000 membres per ser registrat oficialment.
A les últimes eleccions legislatives, els dies 19 de setembre i 3 d'octubre del 2004, una aliança del Partit Comunista del Kazakhstan i l'Elecció Democràtica del Kazakhstan va guanyar el 3.4% del vot popular i cap escó. Al 4 de desembre del 2005 a les eleccions presidencials, el Partit Comunista del Kazakhstan, l'Elecció Democràtica del Kazakhstan i el partit Naghyz Ak Zhol van formar un moviment de coalició, Per un Kazakhstan Just i donà suport a Zharmakhan Tuyakbay com a candidat a la presidència.
Les activitats del partit es van suspendre el 2012 per un tribunal regional a causa de la presumpta cooperació amb el partit prohibit Alga! que té vincles amb el polític fugitiu Mukhtar Ablyazov.
El partit va ser prohibit el 2015 pel tribunal de la ciutat d'Almaty perquè el nombre de membres del partit estava per sota de la legal de 40.000. La sentència va ser motivada políticament pels líders del partit i va ser condemnada pel Partit Comunista de Grècia, el Partit dels Treballadors Comunistes Russos i el Partit Comunista de Turquia.

## Primers secretaris
Del Partit Comunista de la República Socialista Soviètica Kazakh
1. Levon Mirzoyan (5 de desembre de 1936 – 3 de maig de 1938)
2. Nikolay Skvortsov (3 de maig de 1938 – 14 de setembre de 1945)
3. Zhumabay Shayakhmetov (14 de setembre de 1945 – 6 de març de 1954)
4. Panteleimon Ponomarenko (6 de març de 1954 – 8 de maig de 1955)
5. Leonid Brezhnev (8 de maig de 1955 – 6 de març de 1956)
6. Ivan Yakovlev (6 de març de 1956 – 26 de desembre de 1957)
7. Nikolay Belyayev (26 de desembre de 1957 – 19 de gener de 1960)
8. Dinmukhamed Kunayev (19 de gener de 1960 – 26 de desembre de 1962)
9. Ismail Yusupov (26 de desembre de 1962 – 7 de desembre de 1964)
10. Dinmukhamed Kunayev (7 de desembre de 1964 – 16 de desembre de 1986)
11. Gennady Kolbin (16 de desembre de 1986 – 22 de juny de 1989)
12. Nursultan Nazarbayev (22 de juny de 1989 – August 28, 1991)

Del Partit Comunista de la República del Kazakhstan
1. Serikbolsyn Abdildin (octubre del 1991 – 17 d'abril del 2010)
2. Gaziz Aldamzharov (17 d'abril del 2010 – 4 de setembre del 2015)